# Der kleine Rabe Socke (Film)
Der kleine Rabe Socke ist ein Film von Ute von Münchow-Pohl und Sandor Jesse aus dem Jahr 2012. Als Vorlage diente die Kinderbuchreihe Kleiner Rabe Socke von Nele Moost und  Annet Rudolph. Der deutsche Kinostart war am 6. September 2012. 2015 erschien der Nachfolger Der kleine Rabe Socke 2 – Das große Rennen. 2019 kam der dritte Teil mit dem Titel Der kleine Rabe Socke – Suche nach dem verlorenen Schatz in die Kinos.

## Handlung
Der kleine Rabe Socke beschädigt beim Piraten-Spielen mit seinen Freunden den Staudamm im Wald. Um zu verhindern, dass der See den Wald überschwemmt, will Socke die außerhalb des Waldes lebenden Biber um Hilfe bitten. Außerdem hofft er so, der Strafe durch Frau Dachs, der Hüterin der Tiere im Wald, zu entgehen.
Zusammen mit seinen beiden Freunden, dem ängstlichen Schaf Wolle und dem starken Eddie-Bär, macht sich Socke auf den abenteuerlichen Weg, wobei er letztendlich lernen muss, zu seinen Fehlern zu stehen. Die im Wald gebliebenen Tiere versuchen derweil, mit lustigen Tricks das Malheur am Staudamm vor Frau Dachs geheim zu halten.
Bei den Bibern angekommen, stellt sich heraus, dass zunächst nur das Bibermädchen Fritzi bereit ist, den Tieren zu helfen. Gemeinsam gelingt es schließlich, den Damm zu reparieren und die Katastrophe abzuwenden.

## Kritik
Der Filmdienst urteilte, die „den Kinderbuch-Zeichnungen nachempfundene, humorvolle Animation trifft die sympathisch-freche Kauzigkeit der Vorlage und findet zu einer kurzweilig-spannenden Kinodramaturgie“.

## Auszeichnungen
Der Film erhielt beim Sichuan TV Festival  2013 eine Nominierung für den Goldenen Panda.